# John Nelson (labdarúgó, 1998)
John Nelson (Medina, 1998. július 11. –) amerikai korosztályos válogatott labdarúgó, a LA Galaxy hátvéde.

## Pályafutása

### Klubcsapatokban
Nelson a Ohio állambeli Medina városában született.
2018-ban mutatkozott be a Tobacco Road felnőtt keretében. 2019-ben az első osztályban szereplő Dallas, majd 2022-ben a Cincinnati csapatához igazolt. 2022. április 17-én, az Atlanta United ellen 0–0-ás döntetlennel zárult bajnokin debütált. 2022. november 11-én szerződést kötött az újonnan alakult St. Louis City együttesével. 2023. december 21-én a LA Galaxy szerződtette.

### A válogatottban
Nelson az U15-ös, az U17-es, az U19-es és az U20-as korosztályú válogatottakban is képviselte Amerikát.

## Statisztikák
2024. augusztus 9. szerint
| Klub           | Szezon   | Osztály  | Bajnokság | Bajnokság | Kupa  | Kupa | Nemzetközi | Nemzetközi | Összesen | Összesen |
| Klub           | Szezon   | Osztály  | Meccs     | Gól       | Meccs | Gól  | Meccs      | Gól        | Meccs    | Gól      |
| -------------- | -------- | -------- | --------- | --------- | ----- | ---- | ---------- | ---------- | -------- | -------- |
| Dallas         | 2019     | MLS      | 9         | 0         | 0     | 0    | —          | —          | 9        | 0        |
| Dallas         | 2020     | MLS      | 13        | 0         | 0     | 0    | —          | —          | 13       | 0        |
| Dallas         | 2021     | MLS      | 10        | 0         | 0     | 0    | —          | —          | 10       | 0        |
| Cincinnati     | 2022     | MLS      | 24        | 0         | 1     | 0    | 1          | 0          | 26       | 0        |
| St. Louis City | 2023     | MLS      | 17        | 0         | 0     | 0    | 1          | 0          | 18       | 0        |
| LA Galaxy      | 2024     | MLS      | 15        | 0         | 0     | 0    | 3          | 0          | 18       | 0        |
| Összesen       | Összesen | Összesen | 88        | 0         | 1     | 0    | 5          | 0          | 94       | 0        |

## Sikerei, díjai
LA Galaxy
- MLS
  - Bajnok (1): 2024